# Спартакіада
Спартакіада — всесоюзні масові змагання з різних видів спорту в СРСР з 1928 року, як противага до олімпійських ігор, в яких СРСР тоді не брав участі. Мета спартакіади — підсумувати роботу з різних видів спорту народів СРСР, профспілок, радянської армії, школярів тощо. Найбільше масовими спортивними змаганнями були спартакіади народів СРСР, що відбувалися (з 1956 року) кожні 4 роки, звичайно за рік перед олімпійськими іграми.
Спартакіади, що проводилися:
- Всесоюзна спартакіада 1928

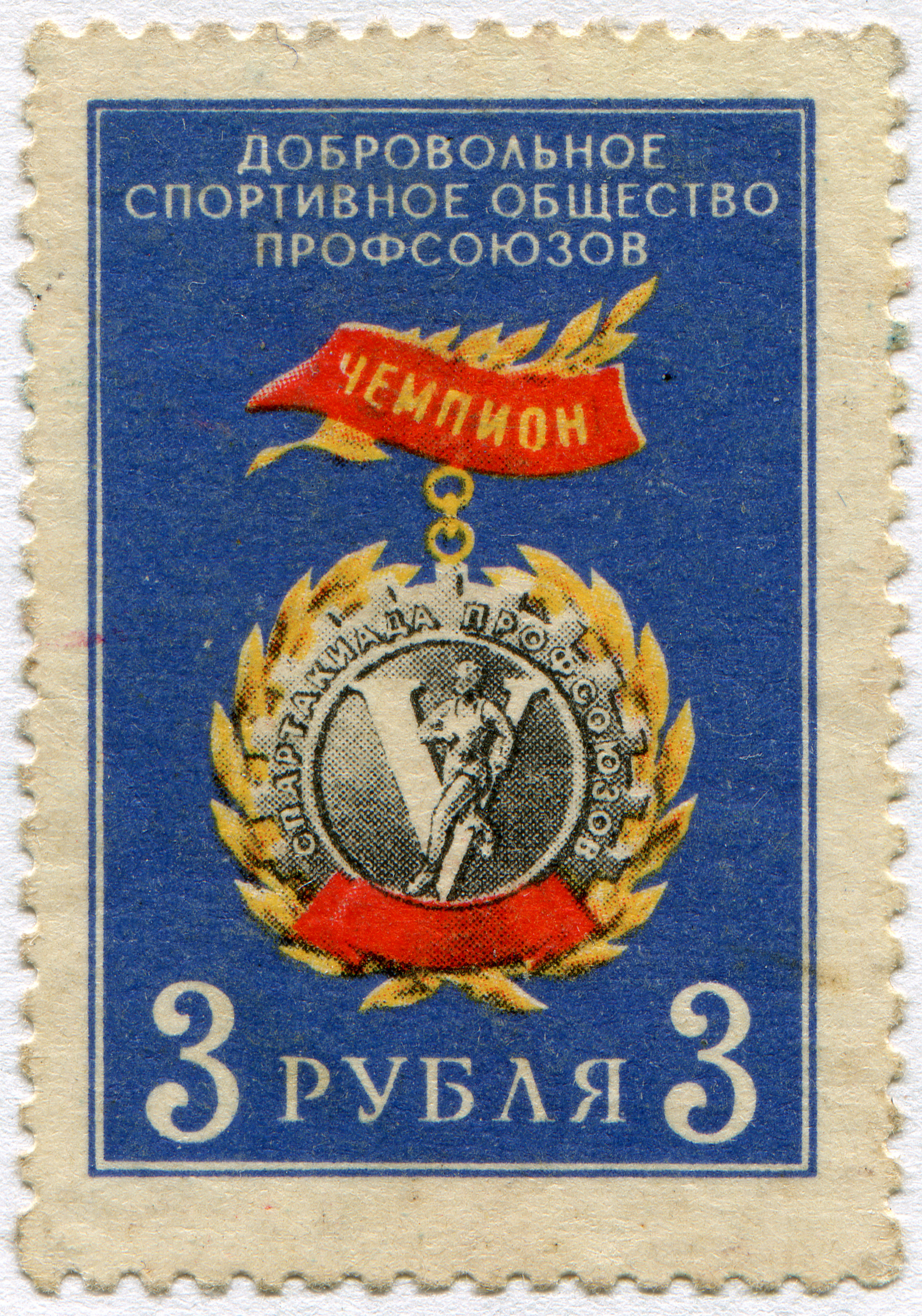

- Всесоюзна спартакіада з технічних видів спорту
- Спартакіада народів СРСР
- Всесоюзна спартакіада школярів
- Спартакіада профспілок СРСР
- Зимова спартакіада дружніх армій СРСР
- Спартакіада дружніх армій держав - учасниць СНД
- Спартакіада народів РРФСР
- Спартакіада УРСР
- Спартакіада профспілок УРСР
- Спартакіада соціалістичних країн